# Juan B. Garza
Juan Bautista Garza Murguía (Toluca, Estado de México, 24 de junio de 1852 - Ibídem, 19 de mayo de 1916). Escritor, periodista, poeta y catedrático mexicano. 
Fue director y catedrático del Instituto Científico y Literario del Estado de México y de la Escuela Normal. Colaboró en los periódicos La Ley y La Gaceta del Gobierno. Director de El Domingo y La Tribuna. Perteneció al grupo de poetas entre los cuales se encontraban Manuel Acuña y Juan de Dios Peza. 

## Obras publicadas
- “Trinitarias. Poesías eróticas”
- “Colección de poesías”
- “Compendio de la historia de México”
- “A orillas del precipicio”.